# Діаприїди
Діаприїди (Diapriidae) — родина паразитичних перетинчастокрилих комах. Включає понад 2300 видів.

## Опис
Тіло завдовжки 2-4 мм, у деяких видів — до 8 мм. Представники родини мають подовжене тіло із невеликою головою, довгими вусиками та довгими широкими крилами. Літають дуже повільно. Інколи крила вкорочені або зовсім редуковані. Тіло, як правило, гладеньке, блискуче, затемнене. Стебельце черевця вузьке, різко відрізняється від інших сегментів черевця.

## Спосіб життя
Діаприїди — ендопаразити лялечок та личинок двокрилих. Лише види роду Ismarus паразитують на осах–дриїнідах. Звичайно у великій кількості різні представники родини трапляються в сирих широколистяних лісах, на галявинах та луках.